# Kościół Najświętszego Serca Jezusa w Starachowicach
Kościół Najświętszego Serca Jezusa w Starachowicach – rzymskokatolicki kościół parafialny należący do parafii pod tym samym wezwaniem (dekanat Starachowice-Północ diecezji radomskiej).
Jest to świątynia zaprojektowana przez architekta Zdzisława Wieka, wybudowana została w latach 1986–1994 dzięki staraniom księdza Aleksandra Sikory, natomiast pobłogosławił ją w stanie surowym w dniu 22 czerwca 1990 roku biskup Edward Materski. Kościół został dedykowany przez tego samego biskupa 8 listopada 1998 roku. Świątynia jest obiektem wybudowanym z czerwonej cegły.